# HD 153221
Désignations
HD 153221 est une étoile double de la constellation de l'Autel. À partir de 2012, la paire a une séparation angulaire de 1,10" et un angle de position de 172°.